# Хайнрих I (Льовен)
Вижте пояснителната страница за други личности с името Хайнрих I.
Хайнрих I (на френски: Henri Ier de Louvain; на немски: Heinrich I; на нидерландски: Hendrik I van Leuven, † 1038) от род Регинариди, е граф на Льовен и на Брюксел от 1015 до 1038 г.

## Биография
Той е първият син и наследник на граф Ламберт I († 1015) и на Герберга († 1018) от династията Каролинги, най-възрастната дъщеря на херцог Карл от Долна Лотарингия и Аделхайд. Баща му получава територията Льовен. Майка му е внучка на крал Луи IV и правнучка на Хайнрих I Птицелов. Тя е племенница на крал Лотар (Западнофранкско кралство).
През 1015 г. Хайнрих I продължава като баща си съюза с братовчед си граф Регинар V в борбата против Готфрид II от род Вигерихиди, който през 1012 г. е поставен за херцог на Долна Лотарингия от император Хайнрих II и провежда с брат си походи против Регинаридите в битката при Флоренес (1015 г.) и против графовете на Холандия (битката при Влардинген, 1018 г.). През 1018 г. император Хайнрих II слага край на конфликта заедно с епископа на Камбре Герхард I на едно събрание в Неймеген.
През 1037 г. Хайнрих I помага на херцога на Лотарингия Готцело I да победи Одо II граф на Блоа в битката при Бар.
Хайнрих I е убит през 1038 г. от рицар с име Херман, който бил негов пленник. Погребан е в Нивелското абатство. Последван е от синът му Ото или от брат му Ламберт II († 1054).

## Фамилия
Хайнрих се жени за жена с неизвестно име (вер. Аделаида, Кунегонда или Адела) и има син Ото († 1040 ?).